# Титрант
Титра́нт (в титриметрическом анализе) — реагент с точно известным титром (концентрацией), добавляемый к исследуемому раствору для количественного анализа содержащихся в нем веществ или их элементов (ионов, функциональных групп).
В зависимости от вида титриметрического анализа для приготовления титрантов могут применяться различные вещества:
- Кислотно-основное титрование: кислоты, основания или соли, дающие щелочную реакцию среды при гидролизе. Примеры: ацидиметрия (H3O+) - HCl, алкалиметрия (OH-) - NaOH, Na2CO3.
- Окислительно-восстановительное титрование: окислители и восстановители. Примеры: перманганатометрия - KMnO4, иодометрия - I2, хроматометрия - K2Cr2O7, броматометрия - KBrO3, иодатометрия - KIO3, цериметрия - Ce(SO4)3, ванадатометрия - NH4VO3, титанометрия - TiCl3, хромометрия - CrCl2, аскорбинометрия - C6H8O6.
- Комплексонометрическое титрование: комплексонометрия - этилендиаминтетрауксусная кислота или другие комплексоны, меркуриметрия - Hg(NO3)2.
- Осадительное титрование: аргентометрия - растворимые соли серебра, меркурометрия - Hg2(NO3)2[1].